# Pico Duarte
Pico Duarte – szczyt w Kordylierach Centralnych Republiki Dominikany. Wysokość 3175 m n.p.m., najwyższy szczyt Karaibów oraz obu Ameryk poza pasmem Kordylierów i Andów. Co do wysokości to podawane są też wysokości 3175 m (pomiar z lat 90. XX wieku) i 3140 m (pomiar z 1851 r.). Rząd Dominikany podaje oficjalnie wysokość 3087 m, jednakże pomiary z 2005 r. dały wynik 3098 m.
Pierwszego wejścia na szczyt dokonał Sir Robert Hermann Schomburgk w 1851 r.